# Ciutat tancada

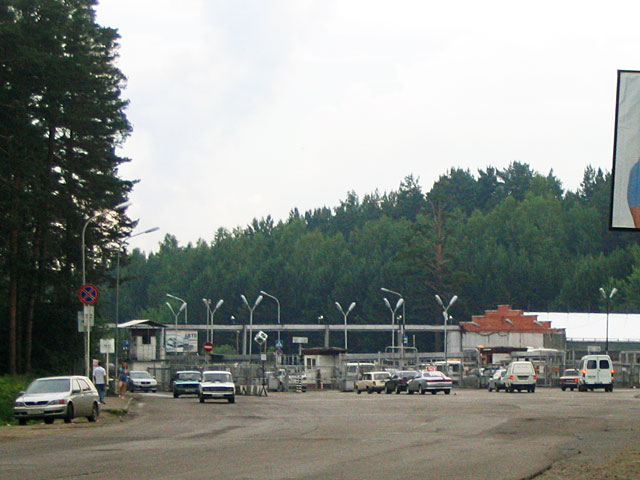
Punt de control a la ciutat tancada de Sèversk

Una ciutat tancada és una població amb restriccions de residència que es presentava a la Unió Soviètica i alguns dels estats, actualment independents, que abans hi pertanyien. En la Rússia postsoviètica aquests llocs es coneixen oficialment com a formacions territorials-administratives tancades, rus: Закры́тое администрати́вно-территориа́льное образова́ние Zakrítoie administrativno-territoriàlnoie obrazovánie, abreujadament ЗАТО́ / ZATÓ.

## Història
Les ciutats tancades van ser establertes oficialment a finals de la dècada de 1940 però sota l'eufemisme d'"apartats de correus", referint-se a la pràctica d'adreçar-los el correu a través d'apartats de correus en altres ciutats.
Es van classificar en dues categories: La primera categoria era per les localitats relativament petites amb instal·lacions sensibles de tipus militar, industrial o científic, com són fàbriques d'armament o centres de recerca nuclear. Els exemples són les ciutats de Oziorsk (Txeliàbinsk-65) amb plantes de producció de plutoni i Sillamäe, on es fa l'enriquiment de l'urani. Fins i tot no es permetia el pas de ciutadans soviètics sense l'autorització pertinent. A més algunes ciutats van ser tancades a l'accés, sense tenir autorització, dels estrangers però eren de lliure pas pels soviètics, això incloïa les ciutats de Perm, (on es feien tancs) i Vladivostok, base de la marina soviètica del Pacífic.
La segona categoria de ciutats tancades comprenia ciutats frontereres (i enclavaments com l'Oblast de Kaliningrad) que estaven tancades per motius de seguretat, n'hi havia per gran part de la Unió Soviètica i moltes eren a la frontera amb Alemanya Oriental i la frontera entre Alemanya Occidental i Txecoslovàquia on es necessitava permís per entrar-hi.
Les ciutats de la primera categoria sovint estaven en llocs remots (com els Urals o Sibèria) lluny de l'abast dels bombardejos enemics) Encara que en principi la mesura era temporal es va perllongar
.
El controls d'accés i sortides de les ciutats tancades era estrictes, en algunes ciutats, a més, s'hi va posar tanques de filferro espinós i guardies armats.

## Les ciutats tancades actualment
La política sobre ciutats tancades va canviar en els dècades de 1980 i principi de 1990. Algunes com Perm es van obrir després de la caiguda del règim soviètic, altres com Kaliningrad i Vladivostok van romandre tancades fins a 1992. Amb l'entrada en vigor de la nova Constitució de Rússia aquestes ciutats tancades van canviar de nom: "Ocupacions territorial administratives tancades" (ZATO segons l'àcrònim rus)-

### Rússia
Hi ha 42 ciutats tancades oficialment i pública que tenen una població d'1,5 milions de persones. Unes altres 15 ciutats tancades sense que s'hagin fet públiques.
L'óblast de Sakhalín està tancada als estrangers amb l'excepció de la seva capital Iujno-Sakhalinsk que està oberta. Per a visitar la resta del territori cal un permís expedit pel Servei Federal de Seguretat Rus.

### Kazakhstan
Sota l'administració de Rússia està tancada la ciutat de servei del cosmòdrom, base de llançament de coets Baikonur i Kurtxàtov on es fan les proves nuclears de Semipalàtinsk.

### Ucraïna
Hi ha onze ciutats tancades com el port de Sebastòpol i la ciutat industrial de Dnipropetrovsk

### Estònia
Sillamäe i Paldiski.